# Вельяминов-Зернов, Пётр Иванович
Пётр Иванович Вельяминов-Зернов (?—?) — московский вице-губернатор (1727—1738).

## Биография
Представитель русского дворянского рода Вельяминовых-Зерновых. Даты рождения и смерти неизвестны. В 1725 году поступил на службу в Коллегию иностранных дел в чине полковника. В том же году был назначен на должность коменданта и асессора в Московскую сенатскую контору. С 9 марта 1726 года исполнял обязанности московского вице-губернатора. Указом Верховного тайного совета от 28 февраля 1727 года Вельяминов-Зернов официально назначен вице-губернатором. Под его руководством проходил ремонт Оружейной палаты и строительство нового Каменного моста. После неурожая 1734 года Вельяминов-Зернов организовал в Москве раздачу хлеба нуждающимся, в связи с чем был раскритикован в Сенате. Освобождён от должности 21 ноября 1738 года «за старостью».